# Nienhagen, Celle
Nienhagen là một đô thị ở huyện huyện Celle, trong bang Niedersachsen, nước Đức. Đô thị Nienhagen, Celle có diện tích 17,57 km².